# Janusz Szulist
Janusz Szulist (ur. 26 września 1973 w Kartuzach) – polski duchowny katolicki, profesor nauk teologicznych, nauczyciel akademicki Uniwersytetu Mikołaja Kopernika w Toruniu, specjalista w zakresie katolickiej nauki społecznej.

## Życiorys
Święcenie kapłańskie przyjął w diecezji pelplińskiej 23 maja 1999. W 1999 ukończył studia w zakresie teologii na Wydziale Teologii Katolickiego Uniwersytetu Lubelskiego. Na uniwersytecie w Innsbrucku na podstawie rozprawy pt. Die personalistische Friedensethik von Johannes Paul II otrzymał w 2006 stopień doktora nauk teologicznych w zakresie katolickiej nauki społecznej. W 2011 na podstawie dorobku naukowego oraz monografii pt. W kierunku pełniejszego człowieczeństwa. Dobro wspólne jako wzorzec dla personalistycznych relacji w rzeczywistości społeczno-politycznej w Wydziale Teologicznym Uniwersytetu Papieskiego Jana Pawła II w Krakowie uzyskał stopień naukowy doktora habilitowanego nauk teologicznych w zakresie katolickiej nauki społecznej. W 2018 prezydent Andrzej Duda nadał mu tytuł naukowy profesora nauk teologicznych.
Został adiunktem Uniwersytetu Mikołaja Kopernika w Wydziale Teologicznym w Katedrze Pedagogiki, Katolickiej Nauki Społecznej i Prawa Kanonicznego oraz wykładowcą Wyższej Szkoły Komunikacji Społecznej w Gdyni.

## Odznaczenia
- Srebrny Krzyż Zasługi (2024)[3]